# حارة الدفاع (سدس الروض)
الدفاع هي إحدى حارات حي سدس الروض بمدينة الروضة شمال العاصمة اليمنية "صنعاء"، بلغ تعداد سكانها 1108 نسمة حسب تعداد اليمن لعام 2004.